# Nuevo Sushila
Nuevo Sushila är en ort i Mexiko.   Den ligger i kommunen Ocosingo och delstaten Chiapas, i den sydöstra delen av landet, 800 km öster om huvudstaden Mexico City. Nuevo Sushila ligger 932 meter över havet och antalet invånare är 252.
Terrängen runt Nuevo Sushila är huvudsakligen kuperad, men åt nordväst är den platt. Runt Nuevo Sushila är det ganska glesbefolkat, med 36 invånare per kvadratkilometer. Närmaste större samhälle är Ocosingo, 17,4 km nordväst om Nuevo Sushila. I omgivningarna runt Nuevo Sushila växer i huvudsak städsegrön lövskog.